# الأكاديمية الوطنية للتكنولوجيا في فرنسا
الأكاديمية الوطنية للتكنولوجيا في فرنسا ( بالفرنسية: Académie des technologies ) هي جمعية علمية تأسست في عام 2000 م، مع التركيز على التكنولوجيا ، وهي أحدث الأكاديميات الفرنسية. وفي عام 2007 م حصلت على صفة المؤسسة العمومية ، مما يعزز دورها العام.
وتتمثل مهامها المعلنة فيما يلي:
- المساعدة في استغلال التكنولوجيا بشكل أفضل في خدمة البشرية
- توفير الوضوح بشأن التقنيات الناشئة
- المساهمة في المناقشة العامة حول مخاطر وفوائد التكنولوجيا
- المساهمة في التعليم المهني والتكنولوجي
- اهتمام الشباب وأولياء أمورهم بالتقنيات والوظائف الجديدة
- رفع مستوى الاهتمام العام والفهم في مجال التكنولوجيا

في عام 2021، بلغ عدد الأعضاء النشطين في الأكاديمية حوالي 350 عضوًا، بما في ذلك الأعضاء الفخريين والأجانب. ويتم تنظيمها من خلال عدد من اللجان والهيئات ومجموعات العمل حول مواضيع تشمل تكنولوجيا المعلومات والأخلاق والطاقة والبيئة والنقل والمحاكاة والدفاع وما إلى ذلك.

## أنظر أيضاً
- الأكاديمية الفرنسية للعلوم

## روابط خارجية
- الأكاديمية الوطنية للتكنولوجيا في فرنسا